# Bostankale, Digor
Bostankale là một xã thuộc huyện Digor, tỉnh Kars, Thổ Nhĩ Kỳ. Dân số thời điểm năm 2010 là 304 người.